# Francis Nkwain
Francis Nkwain, né Francis Isidore Wainchom Nkwain le 19 avril 1931 à Sho (arrondissement de Belo, département du Boyo, Cameroun) et mort 19 octobre 2014 à Yaoundé, est un homme politique et éducateur camerounais. Il a été sénateur et membre du Comité central du Rassemblement démocratique du peuple camerounais. Originaire du Boyo, dans le nord-ouest du Cameroun, il a d'abord été enseignant dans une mission catholique, ayant été éduqué à l'école primaire St. Anthony, mais en 1960, après 15 ans d'exercice de cette profession, il a changé sa trajectoire professionnelle pour se tourner vers le service politique public en entrant à l'Université du Ghana pour étudier la sociologie et l'administration,. Il a voyagé internationalement dans le service diplomatique de 1964 à 1987, date à laquelle il a été nommé ministre délégué chargé des relations avec l'Assemblée nationale. En 1997, il a quitté le service politique pour un temps et a ensuite été président du conseil d'administration de l'Université de Dschang. En 2013, il a été nommé au Sénat. Il est décédé le 19 octobre 2014 d'une maladie non révélée, laissant derrière lui sa femme, six filles et un fils. Il a été enterré le 14 novembre 2014 lors d'une cérémonie à laquelle ont assisté divers chefs d'État. 